# Balanoglossus gigas
Balanoglossus gigas är en djurart som tillhör fylumet svalgsträngsdjur, och som beskrevs av Müller in Spengel 1893. Balanoglossus gigas ingår i släktet Balanoglossus och familjen Ptychoderidae. Inga underarter finns listade i Catalogue of Life.